# Yes (album de Mika Nakashima)
Cet article concerne l'album de Mika Nakashima. Pour les autres significations, voir Yes (homonymie).
Albums de Mika Nakashima
MUSIC
(2005) VOICE
(2008)
Compilations par Mika Nakashima
Best
(2005)
Albums par Mika Nakashima
The End
(2006)
Singles
Yes est le 4e album studio de Mika Nakashima, ou son 8e album au total si l'on compte ses deux mini albums, sa compilation et son album en tant que Nana. Il est sorti sous le label Sony Music Associated Records le 14 mars 2007 au Japon. Il atteint la 3e place du classement de l'Oricon. Il se vend à 153 261 exemplaires la première semaine, et reste classé 4 semaines, pour un total de 296 175 exemplaires vendus. L'album a des arrangements plus Gospel que les précédents. C'est le premier album de Mika Nakashima à sortir également en version CD+DVD.
L'édition limitée inclut un DVD avec les clips Cry No More, Black & Blue, All Hands Together, My Sugar Cat, Mienai Hoshi, I Love You, ainsi que la version live de What a Wonderful World de Louis Armstrong. L'album et le DVD contiennent des indications sur sa future tournée.

## Liste des titres
| 1.  | I Love You (Album Ver.)    | Yutaka Ozaki                      | Yutaka Ozaki                      | 4:24 |
| 2.  | Mienai Hoshi (見えない星)  | Hiroki Nagase                     | Hiroki Nagase                     | 5:18 |
| 3.  | Sunao na Mama (素直なまま) | Ryoji                             | Ryoji                             | 5:26 |
| 4.  | Cry No More                | Kan Chinfa                        | Lensei                            | 4:42 |
| 5.  | All Hands Together         | Mika Nakashima, Soul of South     | Lori Fine (from Coldfeet)         | 5:54 |
| 6.  | Dance With The Devil       | Mika Nakashima                    | Yasunari Okano                    | 4:39 |
| 7.  | Black & Blue               | Mika Nakashima, Lori Fine         | Lori Fine                         | 4:07 |
| 8.  | Joy                        | Lori Fine                         | Lori Fine                         | 2:57 |
| 9.  | The Dividing Line          | Mika Nakashima                    | Lori Fine                         | 5:21 |
| 10. | MY SUGAR CAT               | Mika Nakashima                    | Yoshiko Goshima                   | 5:13 |
| 11. | Yogoreta Hana (汚れた花)   | Mika Nakashima                    | Taiji Sato                        | 5:19 |
| 12. | Going Back Home            | Kaori Mochida                     | Gajin                             | 4:52 |
| 13. | Kinenka (祈念歌)           | Kazufumi Miyazawa                 | Yasunari Okano                    | 6:22 |
| 14. | What a Wonderful World     | George David Weiss, Robert Thiele | George David Weiss, Robert Thiele | 2:52 |

| 1. | Opening                   |  |
| 2. | Cry No More               |  |
| 3. | Black & Blue              |  |
| 4. | All Hands Together        |  |
| 5. | My Sugar Cat              |  |
| 6. | Mienai Hoshi (見えない星) |  |
| 7. | I Love You                |  |
| 8. | What a Wonderful World    |  |
| 9. | Ending Roll               |  |